# Tòa thẩm giáo Rôma
Tòa thẩm giáo Rôma (tên chính thức là Suprema Congregatio Sanctae Romanae et Universalis Inquisitionis; tiếng Anh: Roman Inquisition) là một hệ thống tòa án do Tòa Thánh Rôma phát triển trong nửa sau của thế kỷ 16, với nhiệm vụ truy tố những người bị cáo buộc về những tội danh theo giáo luật và giáo lý Công giáo, trải rộng từ đời sống Công giáo, các niềm tin tôn giáo phi chính thống tới các niềm tin thế tục. 

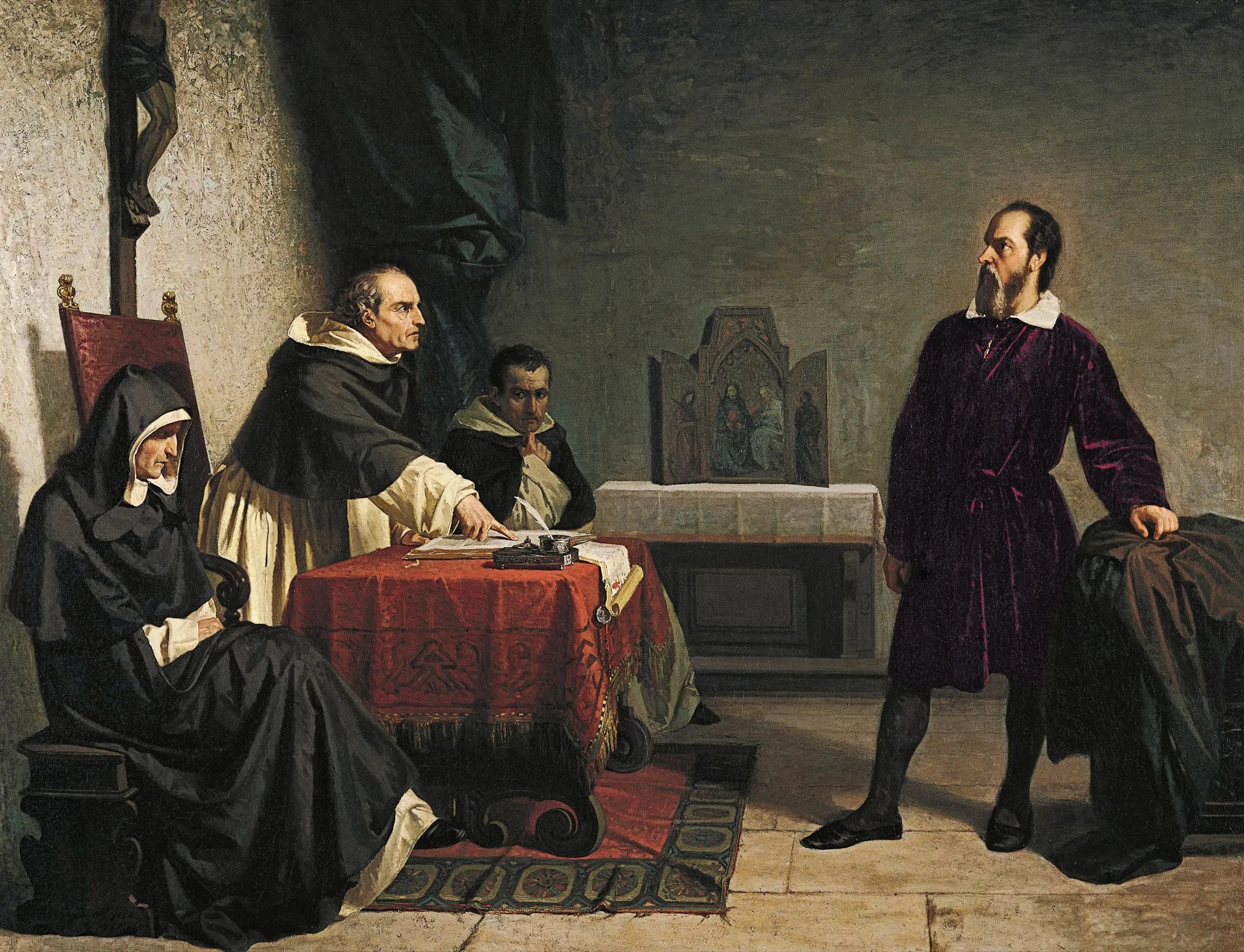
Galileo trình diện Tòa thẩm giáo Rôma, tranh của Cristiano Banti

## Chức năng và hoạt động
Sở dĩ tòa án này được đặt tên là Inquisition (thẩm tra, thẩm vấn) vì những người bị truy cứu phải trải qua một quy trình thẩm vấn, trong quy trình này, quan tòa có vai trò quyết định, họ là người đích thân truy lùng những kẻ tình nghi và có quyền triệu tập toàn bộ dân cư một ngôi làng. Họ có thể áp dụng nhiều cách thức để lấy lời khai của kẻ tình nghi kể cả là dùng nhục hình. Hệ thống xét xử của tòa án này hoạt động theo nguyên tắc tố tụng bí mật, trong đó:
- Bị cáo không biết ai tố cáo mình và không được tiếp cận bằng chứng chống lại mình.
- Không có quyền mời luật sư để bào chữa độc lập. Nếu có luật sư, người đó phải là thành viên của tòa án và chủ yếu hướng bị cáo đến việc thú tội.
- Tòa án có quyền sử dụng tra tấn để ép cung và buộc bị cáo thừa nhận tội danh.
- Bản án gần như không thể kháng cáo, trừ khi có sự can thiệp đặc biệt từ cấp Giáo hoàng.

Tòa án này sau đó dần xét xử cả những người bị cáo buộc các tội danh như phù thủy, bói toán, ma thuật, vô luân và phạm thượng. Những người bị kết tội sau đó sẽ được chuyển sang cho chính quyền dân sự thi hành án. Hai hình phạt nặng nhất là tù chung thân kèm với tịch thu toàn bộ gia sản, và thường xuyên hơn là đưa lên giàn hỏa thiêu. Ngày nay, có nhiều ý kiến cho rằng các hình phạt thường mang tính kỉ luật hơn là trừng trị nhưng các bằng chứng tại Bảo tàng tra tấn ở San Marino và những sự kiện lịch sử được ghi chép lại chứng minh điều trái ngược.
Tòa thẩm giáo (pháp đình tôn giáo) ra đời vào cuối thế kỷ 12 với mục đích ban đầu là xét xử những người bị cho là dị giáo, lạc giáo, hoặc bội giáo thuộc các phái Cathar và Vaudès. Hệ thống tổ chức của Tòa thẩm giáo Rôma thực ra lại rất khác biệt với Tòa thẩm tra Trung cổ.

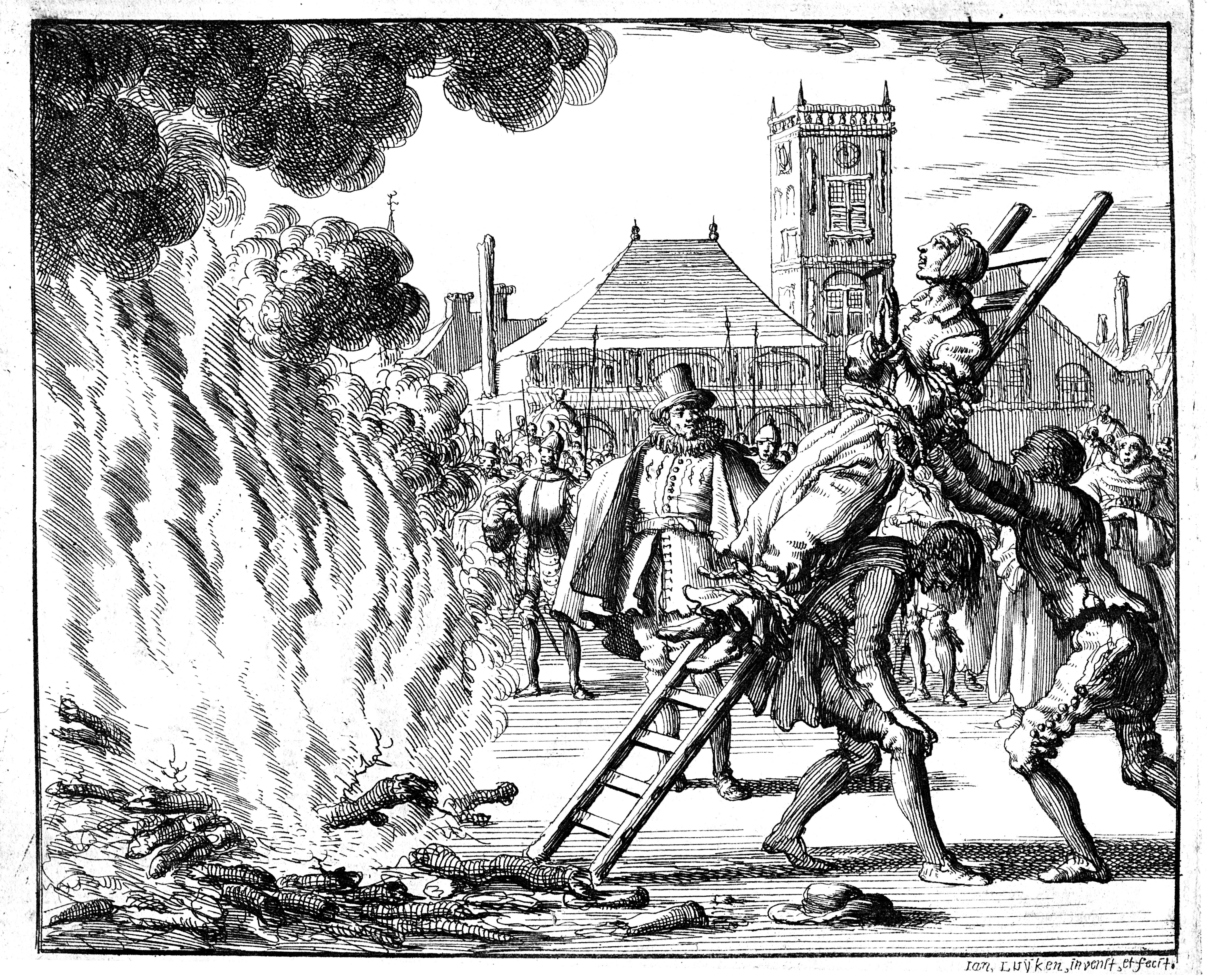
Mô tả một buổi thi hành án, Anneken Hendriks tranh của Janluyken

## Lịch sử
Xuất hiện sau thời kỳ Tòa thẩm giáo Trung cổ, Tòa thẩm giáo Rôma là một trong ba Tòa thẩm giáo chính cùng với Tòa thẩm giáo Tây Ban Nha và Tòa thẩm giáo Bồ Đào Nha. Tòa thẩm giáo ở các nơi này nổi tiếng là ăn hối lộ, nhất ở là Tây Ban Nha, nơi mà quan tòa Torquenada (1485 - 1494) từng làm mưa làm gió khiến ngay cả đức Giáo hoàng Siste IV cũng phải lên tiếng phản đối.
Tòa thẩm giáo Rôma bắt đầu năm 1542 là một phần của Phong trào Phản Cải cách của Giáo hội Công giáo để chống lại sự lan rộng của các hệ phái Tin Lành, nhưng nó thể hiện một sự kiện ít khắc nghiệt hơn so với Tòa án Dị giáo Tây Ban Nha đã được thiết lập trước đó.
Thể chế này tiếp tục tồn tại sau mục đích ban đầu của nó và hệ thống các tòa án của nó kéo dài đến giữa thế kỷ 18 khi các nhà nước tại Ý thời kỳ tiền thống nhất bắt đầu bãi bỏ các tòa thẩm giáo địa phương, qua đó xóa bỏ quyền lực của giáo hội trong việc truy tố các tội dị giáo.